# 岩生成一
岩生 成一（いわお せいいち、1900年6月2日  - 1988年3月21日）は、日本の歴史学者。東京大学名誉教授。東京大学文学部教授、日本大学文理学部教授、法政大学文学部教授を歴任。日本学士院会員。

## 経歴
出生から修学期
1900年、東京で生まれた。東京帝国大学文学部国史学科で学び、1925年に卒業。
歴史学者として
卒業後は東京帝国大学史料編纂掛に勤務。のち台北帝国大学教授となり、南洋史講座を担当した。
太平洋戦争後
戦後の1948年、東京大学文学部教授となった。1951年、学位論文『南洋日本町の研究』を東京大学に提出して文学博士の学位を取得。1961年に東京大学を定年退官し。その後は日本大学文理学部教授、法政大学文学部教授として教鞭を執った。1965年、日本学士院会員に選出された。学界では「日蘭交渉史研究会」を主宰し、日蘭学会理事長を務めた。1978年にはイギリス学士院客員メンバーに選ばれた。1987年、東京大学名誉教授となった。翌1988年に死去。死去と同時に正四位に叙された。

## 受賞・栄典
- 1941年：『南洋日本町の研究』で帝国学士院賞を受賞。
- 1968年：朝日文化賞を受賞。
- 1972年：オランダ政府からオラニエ＝ナッサウ勲章コマンダー章を授与。
- 1970年11月3日：叙勲二等授瑞宝章。
- 1988年3月21日：叙正四位。

## 研究内容・業績
日本近世の対外交渉史を専門とし、東南アジアに形成された日本町の研究や朱印船貿易史の研究で知られている。

## 著作
著書
- 『江戸時代に於ける銅銭の海外輸出に就いて』
- 『長崎代官村山等安と其の没落』
- 『近世日葡通交小史』葡萄牙国副領事 1927
- 『長崎代官村山等安の台湾遠征と遣明使
- 『近世初期の対外関係』(岩波講座日本歴史) 岩波書店 1934
- 『近代日暹交渉史年表稿』台北帝国大学 1935
- 『南蛮切支丹風俗史』1935
- 『南洋日本町の研究』南亜文化研究所 1940
- 『朱印船貿易史の研究』弘文堂 1958
- 『朱印船と日本町』至文堂(日本歴史新書) 1962
- 『鎖国』(日本の歴史 14) 中央公論社 1966
  - 文庫化 中公文庫
- 『明治以前洋馬の輸入と増殖』(江戸時代日蘭文化交流資料集 1) 日蘭学会 1980
- 『続・南洋日本町の研究』岩波書店 1987

編纂・訳
- 『慶元イギリス書翰』訳註、駿南社(異国叢書) 1929
- 『教師のための体系日本史』弘文堂 1957
- 『南蛮渡来以後』(外国人の見た日本 1) 筑摩書房 1962
- 『近世の洋学と海外交渉』巌南堂書店 1979